# Lyons (Kansas)
Lyons è un comune degli Stati Uniti d'America, situato nello Stato del Kansas, nella contea di Rice, della quale è il capoluogo.